# Детелина (пътен възел)
Вижте пояснителната страница за други значения на Детелина.
„Детелина“ е популярно название на един от многото видове съвременни кръстовища на две и повече нива. Предимството пред обикновено кръстовище е че трафикът между основните пътища не се пресича което позволява преминаването към друга посока без задължително спиране или изчакване.
- Кръстовище тип „детелина“
- Кръстовище тип „половин детелина“